# Adela de Vermandois
Adela de Vermandois (n. înainte de 915–d. 960) a fost o nobilă francă descinzând din Dinastia Carolingiană, a fost contesă de Flandra din 934 până la moarte.

## Viața
Adela, născută între 910 și 915, a fost fiica lui Herbert al II-lea, conte de Vermandois, și a soției acestuia, Adela, fiica regelui Robert I al Franței. Ea a murit în 960 la Bruges.
În 934 Adela s-a căsătorit, devenind a doua soție a contelui Arnulf I de Flandra (c. 890 – 965), cu care a avut cinci copii:
- Hildegard (n.c. 934 – d. 990), căsătorită cu contele Dirk al II-lea de Olanda;
- Liutgard (n. 935 – d. 962), căsătorită cu contele Wichman al IV-lea de Hamaland;[7]
- Egbert (d. 953);[7]
- Balduin, conte de Flandra, căsătorit cu Matilda de Saxonia;[7]
- Elftruda, căsătorită cu contele Siegfried de Guînes.[7]